# Риези
Риези (итал. Riesi) — коммуна в Италии, располагается в регионе Сицилия, подчиняется административному центру Кальтаниссетта.
Население составляет 11 678 человек (на 2004 г.), плотность населения составляет 175 чел./км². Занимает площадь 66 км². Почтовый индекс — 93016. Телефонный код — 0934.
Покровительницей коммуны почитается Пресвятая Богородица (Madonna della Catena), празднование во второе воскресение сентября.

## Известные уроженцы и жители
- Гаэтано Бутера (1924—1944) — итальянский солдат, танкист, участник Движения Сопротивления в Италии во время Второй мировой войны. Кавалер высшей награды Италии за подвиг на поле боя — золотой медали «За воинскую доблесть» (1944, посмертно).